# Šabtaj ha-Kohen
Šabtaj ha-Kohen (hebrejsky שבתי הכהן‎, akronym ש״ך (někdy psáno ש״כ) – Šach; 1621, Vilno – 8. února 1663 (roš chodeš prvního adaru), Holešov) byl litevským a krátkou dobu také holešovským rabínem a významným židovským učencem. Řadí se mezi 20 nejvýznamnějších židovských učenců, jeho práce věnované především židovskému právu jsou pro židovský svět zásadní.

## Život
Jeho jméno je spojeno s mnoha legendami. Šach pocházel z litevské učené rodiny, jeho otec i dědeček byli rabíni. Některé prameny uvádějí jako místo jeho narození Amstivov blízko Vilkaviškisu v Litvě, (dnes Mstibava v Bělorusku), podle jiných se narodil ve Vilně.
Prvním učitelem mu byl otec, od 12 let studoval na talmudické škole v Tykocinu u rabína Jošuy Hoeschela. V roce 1639 se svým učitelem přešel na ješivu do Krakova, rabínská studia dokončil v Lublinu a krátce na to se oženil. Sňatkem s dcerou ze zámožné rodiny byl ušetřen hmotných starostí a mohl se věnovat duševní práci. Většinu svého života pak strávil v Litvě. Již za svého mládí byl považován za jednu z největších židovských autorit. V roce 1646 se stal ve Vilně přísedícím soudu židovské obce (bejt din). Ve věku 24 let publikoval své stěžejní dílo Siftej kohen obsahující komentáře ke knihám židovského práva (halacha).
Během rusko-polské války po okupaci Vilna ruskými a kozáckými vojsky roku 1655 však vypukly pogromy a Šach musel uprchnout. Po dlouhém putování se dostal na Moravu a usadil se ve Strážnici, kde působil jako rabín místní židovské komunity. V roce 1657 přijal nabídku na místo rabína od bohaté židovské obce v Holešově. Tuto funkci vykonával až do své smrti v únoru 1663. Pracoval zde i na druhé části svého hlavního díla Siftej kohen. 
Byl pochován na místním židovském hřbitově – náhrobek je ve stylu tumby, jež je tvořena celkem šesti kamennými deskami. K jeho hrobu se přijíždějí poklonit a požádat o přímluvu Židé z celého světa. Na jeho počest se místní Stará synagoga nazývá Šachova synagoga (tzv. Nový holešovský templ byl zničen nacisty v roce 1941.)

## Dílo

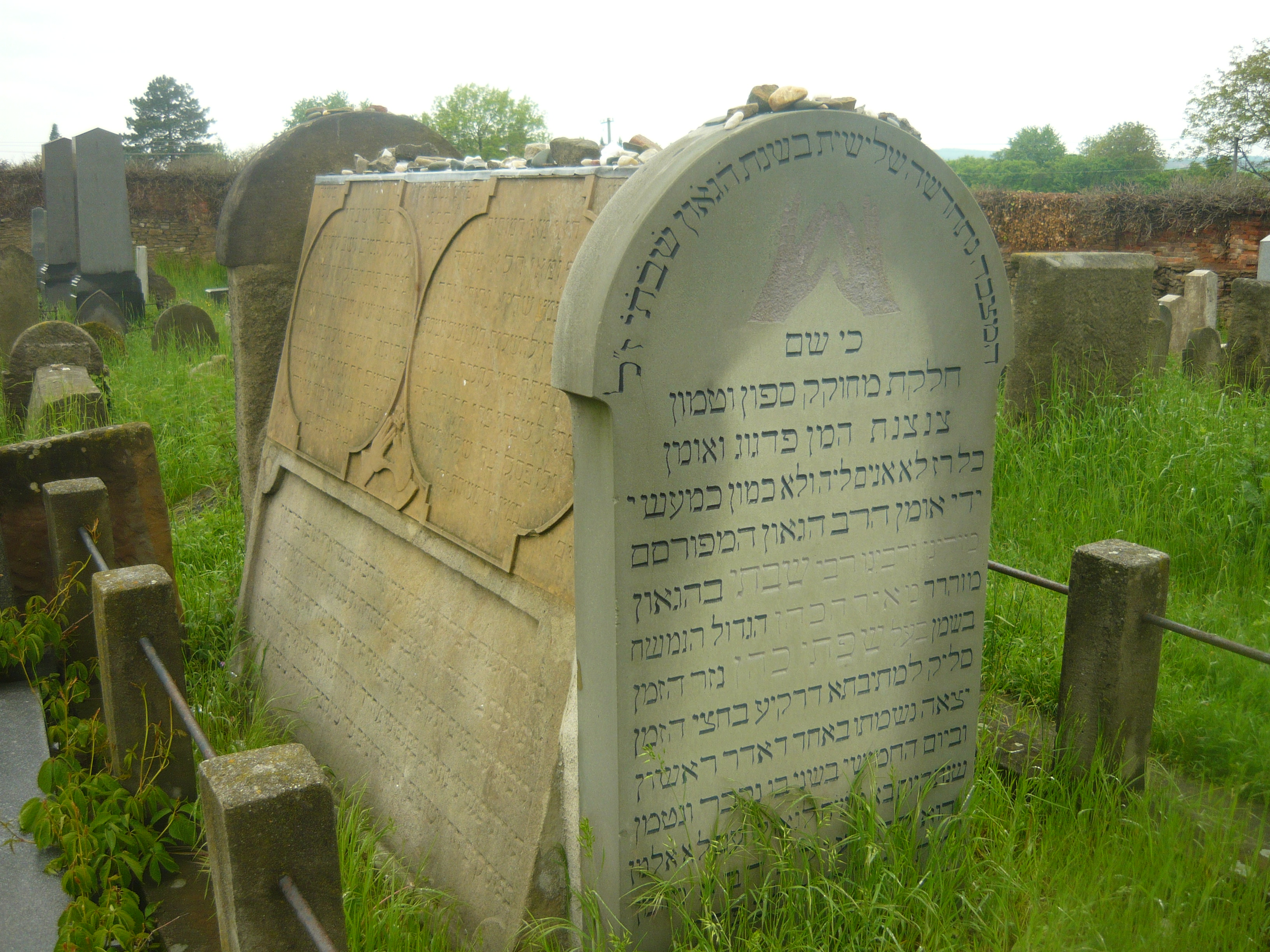
Tumba rabi Šabtaje na židovském hřbitově v Holešově

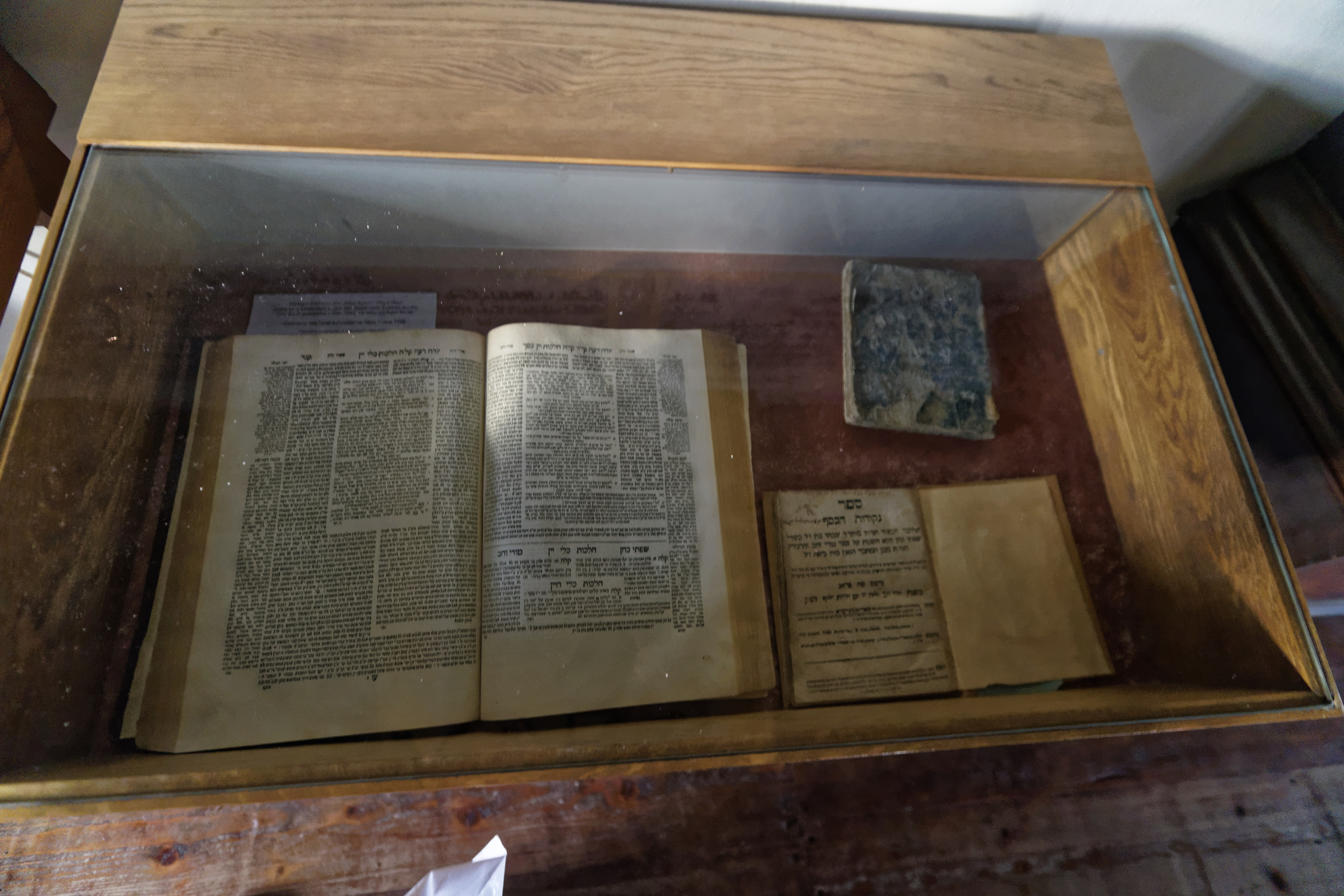
Ukázka Šachova díla (Židovská synagoga v Holešově)

Šach dokázal napsat množství knih, z nichž se nejvíce proslavily Rty Kohena (hebrejsky שפתי כהן‎, Siftej Kohen) z roku 1646, což je komentář ke dvěma částem díla Josefa Kara Šulchan aruch. Dílo je známé pod hebrejskými iniciálami ŠaCh, které jsou zároveň odkazem na iniciály a přezdívku autora. 
V témže roce vyšla v Lublinu kniha Řádky zlata (hebrejsky טורי זהב‎, Turej zahav, zkráceně TaZ), jejímž autorem byl rabi David ha-Levi Segal, starší a proslulý posek, který v mnohém se Šachem nesouhlasil. Šach zareagoval polemikou s názvem Tečky stříbra (hebrejsky נקודות הכסף‎, Nekudot ha-kesef); na ni odpověděl TaZ spisem Poslední list (hebrejsky דף אחרון‎, Daf acharon), na který zareagoval Šach ostře spisem Poslední sešit (hebrejsky קונטרס אחרון‎, Kuntres acharon; Daf i Kuntres bývají v nových vydáních Šulchan Aruchu otištěny společně na konci prvního dílu Jore Dea).
Dalším Šachovým dílem je učený spis Tekafo Kohen, (hebrejsky תקפו כהן‎) pojednávající o pochybnostech a domněnkách, který je spolu s výkladem rabi Jonatana Eybeshitze častým učebním textem v ješivách.
V roce Šachova skonu vyšly v Amsterodamu jeho komentáře ke čtvrté části Šulchan aruchu – Chošen mišpat. Šach se stal jedním ze základních komentátorů Šulchan aruchu Jore dea a Chošen mišpat a jeho komentář bývá otištěn ve všech rozšířených vydáních.
Jeho díla se však nezabývala pouze čistě náboženskými záležitostmi, nýbrž také událostmi, jež Šach zažil. V knize Megilat ajefa (hebrejsky מגילת עיפה‎) (vydána v Amsterdamu roku 1651) oplakává zničení židovských obcí ve své domovině, jehož byl svědkem. Spis je důležitým pramenem historických informací o své době. Vykresluje pogromy v letech 1648–1649 jež vypukly v důsledku povstání Bohdana Chmelnického. Některé žalozpěvy se staly trvalou součástí aškenázské liturgie pro Tiš'a be-av.